# دیوید وینینگ
دیوید وینینگ (انگلیسی: David Winning؛ زادهٔ ۸ مهٔ ۱۹۶۱) یک کارگردان، تهیه‌کننده، فیلم‌نامه‌نویس و هنرپیشه اهل کانادا و ایالات متحده آمریکا است.
از فیلم‌ها یا مجموعه‌های تلویزیونی که وی در آن‌ها نقش داشته است می‌توان به طوفان و آیا از تاریکی هراس دارید؟ اشاره نمود.